# В'єнгкхам

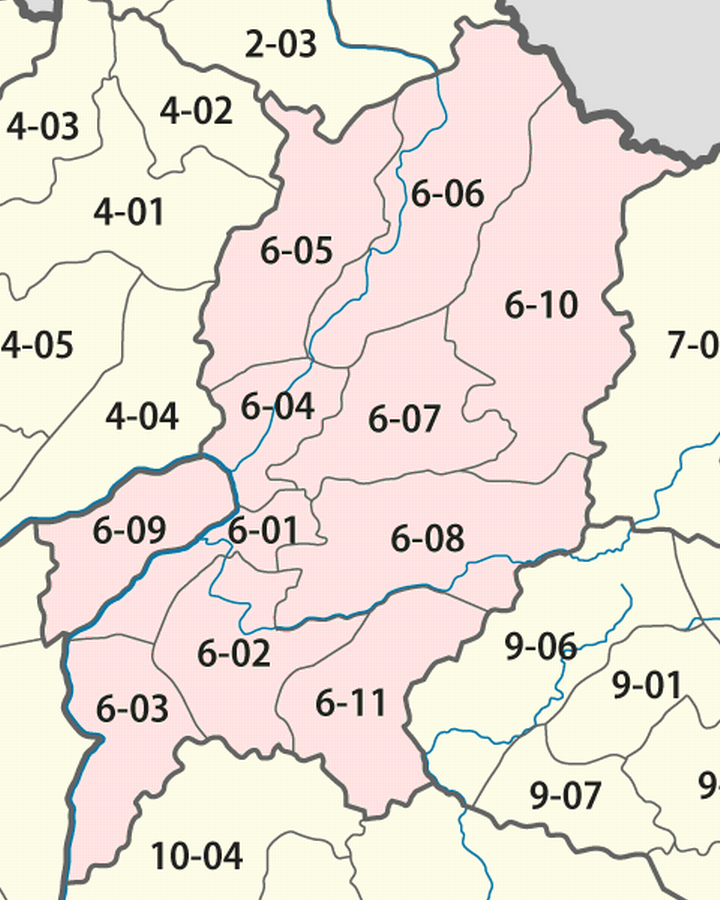
Число 6-10

В'єнгкхам — один з районів (лаос. ເມືອງ муанг) провінції Луанг-Прабанг, Лаос.